# 第7回ワシントンD.C.映画批評家協会賞
7th WAFCA Awards

2008年
作品賞: 

 スラムドッグ$ミリオネア 
第7回ワシントンD.C.映画批評家協会賞は、2008年12月に行われた。

## 受賞者一覧
主演男優賞
- ミッキー・ローク - 『レスラー』

主演女優賞
- メリル・ストリープ - 『ダウト〜あるカトリック学校で〜』

アニメ映画賞
- 『WALL・E/ウォーリー』

美術監督賞
- 『ベンジャミン・バトン 数奇な人生』

ブレイクスルー演技賞
- デーヴ・パテール - 『スラムドッグ$ミリオネア』

キャスト賞
- 『ダウト〜あるカトリック学校で〜』

監督賞
- ダニー・ボイル - 『スラムドッグ$ミリオネア』

ドキュメンタリー映画賞
- 『マン・オン・ワイヤー』

作品賞
- 『スラムドッグ$ミリオネア』

外国語映画賞
- 『ぼくのエリ 200歳の少女』 ( スウェーデン)

脚色賞
- 『スラムドッグ$ミリオネア』 - サイモン・ビューフォイ

脚本賞
- 『レイチェルの結婚』 - ジェニー・ルメット

助演男優賞
- ヒース・レジャー - 『ダークナイト』

助演女優賞
- ローズマリー・デウィット - 『レイチェルの結婚』